# Europäische Struktur- und Investitionsfonds
Die Europäischen Struktur- und Investitionsfonds  (ESI-Fonds) (englisch European Structural and Investment Funds) oder EU-Strukturfonds sind die fünf indirekten Förderprogramme der EU mit gemeinsamen Regeln, die der EU-Regionalpolitik sowie den Strukturpolitik-Säulen der Gemeinsamen Agrarpolitik und der Gemeinsamen Fischereipolitik zur Verfügung stehen, nämlich:
- Europäischer Fonds für regionale Entwicklung (EFRE)
- Europäischer Sozialfonds Plus (ESF+)
- Kohäsionsfonds (KF)
- Europäischer Landwirtschaftsfonds für die Entwicklung des ländlichen Raums (ELER)
- Europäischer Meeres-, Fischerei- und Aquakulturfonds (EMFAF)

Seit der Förderperiode 2007–2013 ist jede europäische Region förderfähig, wenn auch nicht aus jedem Fonds. Das Bundesministerium für Wirtschaft und Energie koordiniert in Deutschland die EU-Strukturpolitik und -fonds. Es ist federführend zuständig für den Europäischen Fonds für Regionale Entwicklung – EFRE. Der Just Transition Fund (JTF) läuft parallel zur dritten Förderperiode (2021 bis 2027) des EFRE und dient als Ergänzung der vom Wandel zur Klimaneutralität wirtschaftlich besonders betroffenen Gebiete. Beide Programme werden beispielsweise in NRW gebündelt und vom Projektträger Jülich in weiten Teilen durchgeführt.